# Zaczarowane miasto
Zaczarowane miasto – album studyjny zespołu Kombi Łosowski, wydany 13 lipca 2009 roku pod nazwą Łosowski jako solowy album Sławomira Łosowskiego nakładem firmy MTJ.
W skład albumu wchodzą trzy płyty. Pierwsza zatytułowana Zaczarowane miasto zawiera 10 nowych nagrań – 5 instrumentalnych i 5 piosenek. Na drugiej płycie pod tytułem Live znajduje się 10 „starych” utworów Łosowskiego w wykonaniu na żywo. Trzecia płyta to DVD, na której zamieszczono 4 teledyski oraz 4 utwory w wersji na żywo nagrane podczas koncertu w Gdańsku w 2006 roku.

## Lista utworów muzycznych
CD 1 –  Zaczarowane miasto:
1. „Czerwień i czerń” (Sławomir Łosowski – Julian Mere) – 4:32
2. „Casablanca – ramadan” (Sławomir Łosowski) – 5:10
3. „Biała perła – mój żaglowiec” (Sławomir Łosowski – Julian Mere) – 4:46
4. „Powracający dźwięk” (Sławomir Łosowski) – 5:25
5. „Pekin – digital sound” (Sławomir Łosowski – Julian Mere) – 5:01
6. „Wyspa mgieł” (Sławomir Łosowski) – 4:47
7. „Miłość, to dwoje nas” (Sławomir Łosowski – Julian Mere) – 4:26
8. „Nocny pościg” (Sławomir Łosowski) – 6:39
9. „Niebo, które czeka” (Sławomir Łosowski – Julian Mere) – 4:45
10. „Zaczarowane miasto” (Sławomir Łosowski – Sławomir Łosowski) – 3:54

CD 2 – Live:
1. „Bez ograniczeń energii” (Sławomir Łosowski) – 4:58
2. „Wspomnienia z pleneru” (Sławomir Łosowski) – 4:03
3. „Taniec w słońcu” (Sławomir Łosowski) – 4:31
4. „Nietykalni – skamieniałe zło” (Sławomir Łosowski – Waldemar Tkaczyk) – 4:34
5. „Komputerowe serce” (Sławomir Łosowski) – 7:38
6. „Czekam wciąż” (Sławomir Łosowski – Waldemar Tkaczyk) – 5:59
7. „Przytul mnie” (Sławomir Łosowski) – 4:22
8. „Za ciosem cios” (Sławomir Łosowski – Waldemar Tkaczyk) – 5:25
9. „Nowe narodziny” (Sławomir Łosowski) – 5:06
10. „Kochać cię za późno” (Sławomir Łosowski – Waldemar Tkaczyk) – 4:56
11. „Słodkiego, miłego życia” (Sławomir Łosowski – Marek Dutkiewicz) – 5:21
12. „Droga czasu” (Sławomir Łosowski) – 8:44

DVD – Video:
1. „Walka światów” (Sławomir Łosowski) (realizacja video Yach Paszkiewicz) – 3:29
2. „Wspomnienia z pleneru” (Sławomir Łosowski) (realizacja video Yach Paszkiewicz) – 3:28
3. „Droga czasu” (Sławomir Łosowski) (realizacja video Yach Paszkiewicz) – 7:30
4. „Nowe narodziny” (Sławomir Łosowski) (realizacja video Yach Paszkiewicz) – 4:29
5. „Zaczarowane miasto” (Sławomir Łosowski – Sławomir Łosowski) (realizacja video Yach Paszkiewicz) – 7:38
6. „Niebo, które czeka” (Sławomir Łosowski – Julian Mere) (realizacja video Yach Paszkiewicz) – 3:47
7. „Miłość, to dwoje nas” (Sławomir Łosowski – Julian Mere) (realizacja video Sebastian A. Dusza) – 4:25
8. „Pekin – digital sound” (Sławomir Łosowski – Julian Mere) (realizacja video Grzegorz Borowiak i Sebastian A. Dusza) – 3:26

## Personel

### Muzycy
- Sławomir Łosowski – instrumenty klawiszowe, syntezatory, samplery, vocoder
- Zbigniew Fil – śpiew, chórki
- Tomasz Łosowski – perkusja, perkusja elektroniczna

#### Gościnnie
- Tomasz Bakota – gitara (CD1 – 3)
- Marek Raduli – gitara (CD1 – 9,10)
- Wojciech Pilichowski – gitara basowa (CD1 – 9,10)
- Agnieszka Burcan – chórki (CD1 – 1, 3, 6, 7, 9)
- Paweł Radziszewski – chórki (CD1 – 1, 3, 6, 7, 9)

### Produkcja
- Sławomir Łosowski – produkcja, grafika
- Anna Stępniak – projekt okładki
- Yach Paszkiewicz – produkcja wideo (DVD – 1-6)
- Grzegorz Borowiak – produkcja wideo (DVD – 8)
- Sebastian A. Dusza – produkcja wideo (DVD – 7-8)
- Jacek Gawłowski – miks audio, mastering
- Marcin Raatz – miks audio